# Ōi (Fluss)
Der Ōi (jap. 大井川, Ōi-gawa) ist ein 168 km langer Fluss auf der japanischen Insel Honshū. Er entspringt im Akaishi-Gebirge, durchfließt den zentralen Teil der Präfektur Shizuoka und mündet in die Suruga-Bucht. Dabei entwässert er ein Gebiet mit einer Größe von 1280 km². Herausragende Merkmale sind sein enormes Gefälle und hohe Mengen an Sedimenten. 15 Talsperren stauen den Ōi und seine Nebenflüsse.

## Beschreibung
Die Quelle befindet sich auf einer Höhe von mehr als 2600 m T.P. am Südhang des Aino-dake, mit 3189 m die zweithöchste Erhebung des Akaishi-Gebirges und der vierthöchste Berg Japans. Entlang der nahe gelegenen Bergkämme verlaufen die Grenzen zu den Präfekturen Nagano und Yamanashi. In der Quellregion beträgt die jährliche Niederschlagsmenge mehr als 3000 mm. Als steil abfallender Bergbach fließt der Ōi mehrere Dutzend Kilometer weit durch den vollständig unbewohnten nördlichen Teil des Stadtbezirks Aoi-ku der Präfekturhauptstadt Shizuoka.
Der Ōi nimmt viele kleine Nebenflüsse und am Flusslauf liegen vier Stauseen von jeweils mehreren Kilometern Länge. Es sind dies der Tashiro-Stausee (1380 m T.P.), der Hatanagi-See (935 m T.P.), der Ikawa-See (635 m T.P.) und der Nagashima-Stausee (435 m T.P.). Im Bereich der genannten Seen und unterhalb davon mäandriert der Fluss sehr stark um zahlreiche steil aufragende Hügel und Felsvorsprünge herum, wobei er weiterhin ein überdurchschnittlich hohes Gefälle aufweist. Erst im mittleren Abschnitt, auf dem Gebiet der „Hauptgemeinde Kawane“ (Kawane-honchō), gibt es Siedlungen am Flussufer. Auf dem Stadtgebiet von Shimada weitet sich das Flusstal erheblich aus, zu einem mehrere hundert Meter breiten Schwemmkegel mit Seitenarmen. Am südwestlichen Rand der Shida-Ebene mündet der Ōi in die Suruga-Bucht.
Im Laufe der Jahrtausende änderten sich die Lage des Flussbetts in der Shida-Ebene und somit auch die Position der Mündung mehrmals. Vom heutigen Stadtzentrum von Shimada aus gesehen, floss der Ōi einst ostwärts in Richtung Yaizu. In der Folge verschob sich die Mündung, sodass der Fluss allmählich einen Knick nach Südosten machte und die Mündung heute näher zu Yoshida liegt.

## Geschichte

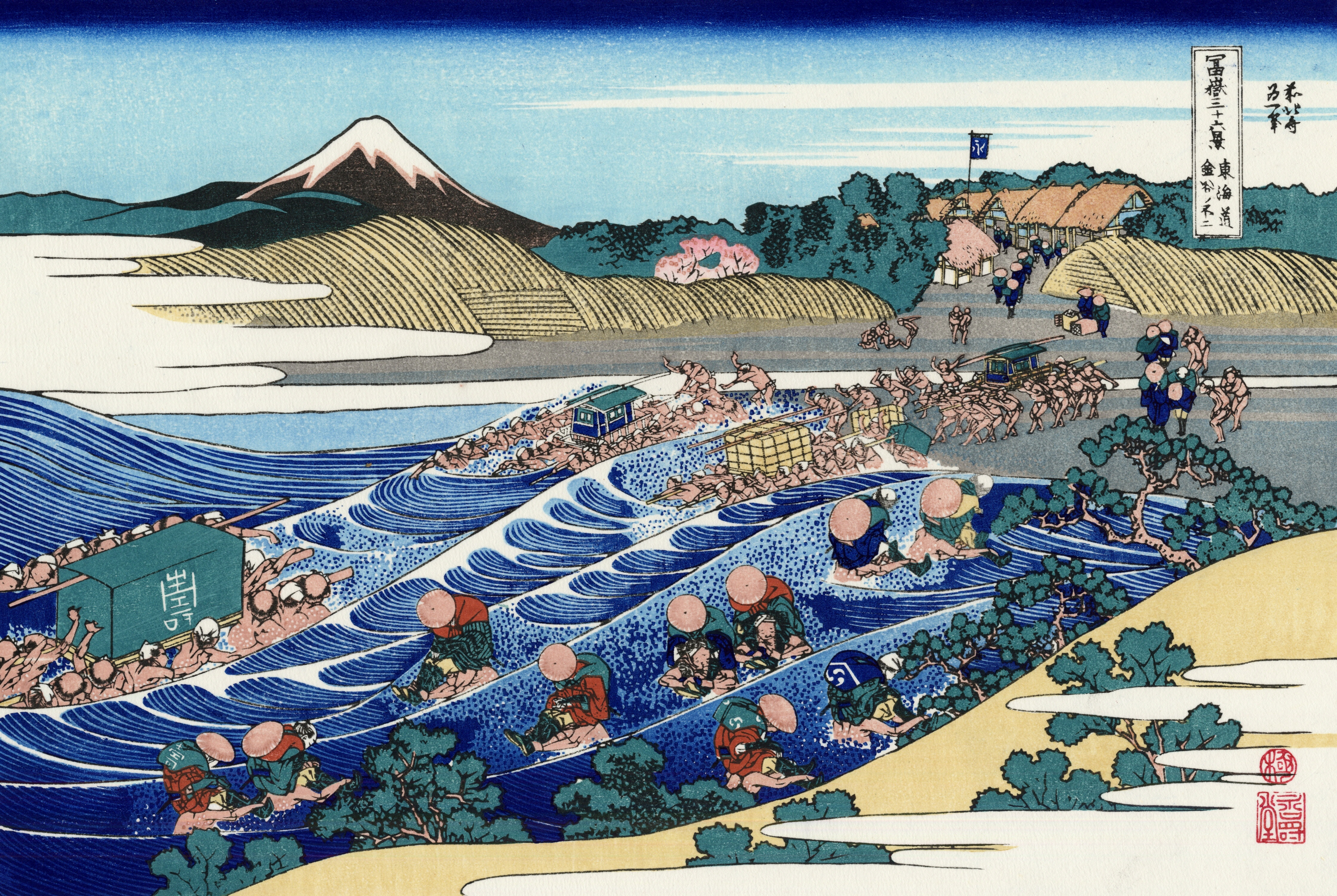
Reisende überqueren den Ōi; Farbholzschnitt von Katsushika Hokusai (ca. 1830)

Aufzeichnungen aus der Nara-Zeit erwähnen den Ōi als Grenze zwischen den Provinzen Suruga und Tōtōmi. Während der Edo-Zeit entwickelte sich der Tōkaidō zu einem bedeutenden Verkehrsweg zwischen den Städten Edo (heute Tokio) und Kyōto. Die Daimyōs aus den westlichen Lehen mussten im Rahmen des Sankin kōtai einmal jährlich nach Edo reisen, um am Hof des Shōgun anwesend zu sein. Das Tokugawa-Shōgunat verbot jedoch aus Sicherheitsgründen den Bau von Brücken über bedeutende Flüsse. Im Falle des Ōi waren sogar Fähren nicht erlaubt. Zeitgenössische Farbholzschnitte (Ukiyo-e) zeigen, dass Reisende den Fluss entweder zu Pferd oder auf Schultern getragenen Sänften überqueren mussten. Bei schlechtem Wetter oder Hochwasser mussten sie oft mehrere Tage oder gar Wochen in den nächstgelegenen Poststationen Shimada-juku und Kanaya-juku verbringen.
Ein bekanntes Gedicht beschreibt treffend die Schwierigkeit der Flussquerung: 箱根八里は馬でも越すが越すに越されぬ大井川, Hakone hachiri wa uma demo kosu ga, kosu ni kosarenu Ōigawa („Sogar Pferde können die acht ri von Hakone bewältigen, doch den Ōi zu überqueren ist in jedem Falle schwer.“)
Zu Beginn der Meiji-Zeit, welche die rasante Modernisierung Japans einläutete, bestand kein Grund mehr, am Brückenbauverbot festzuhalten. Innerhalb weniger Jahre entstanden mehrere Brücken, die den Verkehr enorm erleichterten. Ein bekanntes Beispiel ist die 1879 erbaute Hōrai-Brücke, die längste hölzerne Fußgängerbrücke der Welt.

## Talsperren und Wasserkraftwerke
Der Ōi und mehrere seiner Nebenflüsse werden durch insgesamt 15 Talsperren gestaut. Davon dienen 13 der Erzeugung von elektrischer Energie durch Wasserkraft. Ein Damm wird dazu verwendet, um ein Trinkwasserreservoir zu stauen, ein weiterer dient dem Hochwasserschutz.
Zu Beginn des 20. Jahrhunderts erkannte die Regierung das hydroelektrische Potenzial. Der Ōi zeichnet sich durch eine hohe Wassermenge und eine schnelle Strömung aus. Der gebirgige Oberlauf und seine Zuflüsse liegen in weitgehend unbewohnten Tälern mit hohen Niederschlägen. Die Anglo-Japanese Hydroelectric Company (日英水力電気, Nichiei Suiroku Denki) erbaute 1911 ein erstes kleines Wasserkraftwerk. Jedoch zogen die Flüsse Kiso und Tenryū mehr Investoren an und das Unternehmen florierte vorerst nicht. Es benannte sich 1921 in Hayakawa Denryoku (早川電力) um und plante, zwecks Stromerzeugung Wasser vom Ōi durch ein System von Druckstollen zum Hayakawa in der Präfektur Yamanashi zu leiten. Die Arbeiten an der Tashiro-Talsperre dauerten von 1924 bis 1928. Ein Jahr nach Baubeginn wurde die Hayakawa Denryoku durch die Vorgängerin der heutigen Tepco übernommen und trug vorübergehend den Namen Ōigawa Denki (大井川電気).
Weitere Bauarbeiten verzögerten sich durch die Weltwirtschaftskrise und kamen nach dem Ausbruch des Pazifikkriegs ganz zum Erliegen. Nach Kriegsende ordnete die US-amerikanische Besatzungsmacht die Reprivatisierung der zwischenzeitlich verstaatlichten Elektrizitätswirtschaft an. Die neu gegründete Chūbu Denryoku übernahm alle Anlagen und eingestellten Projekte am Ōi, mit Ausnahme der Tashiro-Talsperre. Mithilfe ausländischer Kredite begann Chūbu Denryoku Anfang der 1950er Jahre ein ehrgeiziges Ausbauprogramm, das mehr als zwei Jahrzehnte dauerte. Das Unternehmen übernahm dabei eine Vorreiterrolle bei der Entwicklung von Gewichtsstaumauern.
| Fluss       | Anlage                | Stausee             | Bauzeit   | Höhe (m) | Leistung (MW) | Betreiber          | Lage   |
| ----------- | --------------------- | ------------------- | --------- | -------- | ------------- | ------------------ | ------ |
| Ōi          | Tashiro-Talsperre     | Tashiro-Stausee     | 1924–1928 | 017,3    | 39,5          | Tepco              | Koord. |
| Ōi          | Hatanagi-I-Talsperre  | Hatanagi-See        | 1957–1961 | 125,0    | 86,0          | Chūbu Denryoku     | Koord. |
| Ōi          | Hatanagi-II-Talsperre | –                   | 1957–1961 | 069,0    | 85,2          | Chūbu Denryoku     | Koord. |
| Ōi          | Ikawa-Talsperre       | Ikawa-See           | 1952–1957 | 103,6    | 62,0          | Chūbu Denryoku     | Koord. |
| Ōi          | Okuizumi-Talsperre    | –                   | 1952–1956 | 044,5    | 87,0          | Chūbu Denryoku     | Koord. |
| Ōi          | Nagashima-Talsperre   | Nagashima-Reservoir | 1972–2002 | 109,0    | 0(1)          | MLIT               | Koord. |
| Ōi          | Ōigawa-Talsperre      | –                   | 1934–1936 | 033,5    | 68,2          | Chūbu Denryoku     | Koord. |
| Ōi          | Shiogō-Talsperre      | –                   | 1958–1961 | 058,0    | 03,2          | Chūbu Denryoku     | Koord. |
| Akaishizawa | Akaishi-Talsperre     | Akaishi-Stausee     | 1983–1990 | 058,0    | 0?            | Chūbu Denryoku     | Koord. |
| Ōjiro       | Ōjiro-Talsperre       | –                   | 1968      | 043,0    | 0(2)          | Präfektur Shizuoka | Koord. |
| Sakai       | Sakaigawa-Talsperre   | –                   | 1939–1943 | 034,2    | 0?            | Chūbu Denryoku     | Koord. |
| Sasama      | Sasamagawa-Talsperre  | –                   | 1955–1960 | 046,4    | 58,0          | Chūbu Denryoku     | Koord. |
| Sumata      | Ōma-Talsperre         | Ōma-Stausee         | 1936–1938 | 046,1    | 0?            | Chūbu Denryoku     | Koord. |
| Sumata      | Senzu-Talsperre       | –                   | 1930–1935 | 064,0    | 22,2          | Chūbu Denryoku     | Koord. |
| Sumata      | Sumatagawa-Talsperre  | –                   | 1934–1936 | 034,8    | 0?            | Chūbu Denryoku     | Koord. |

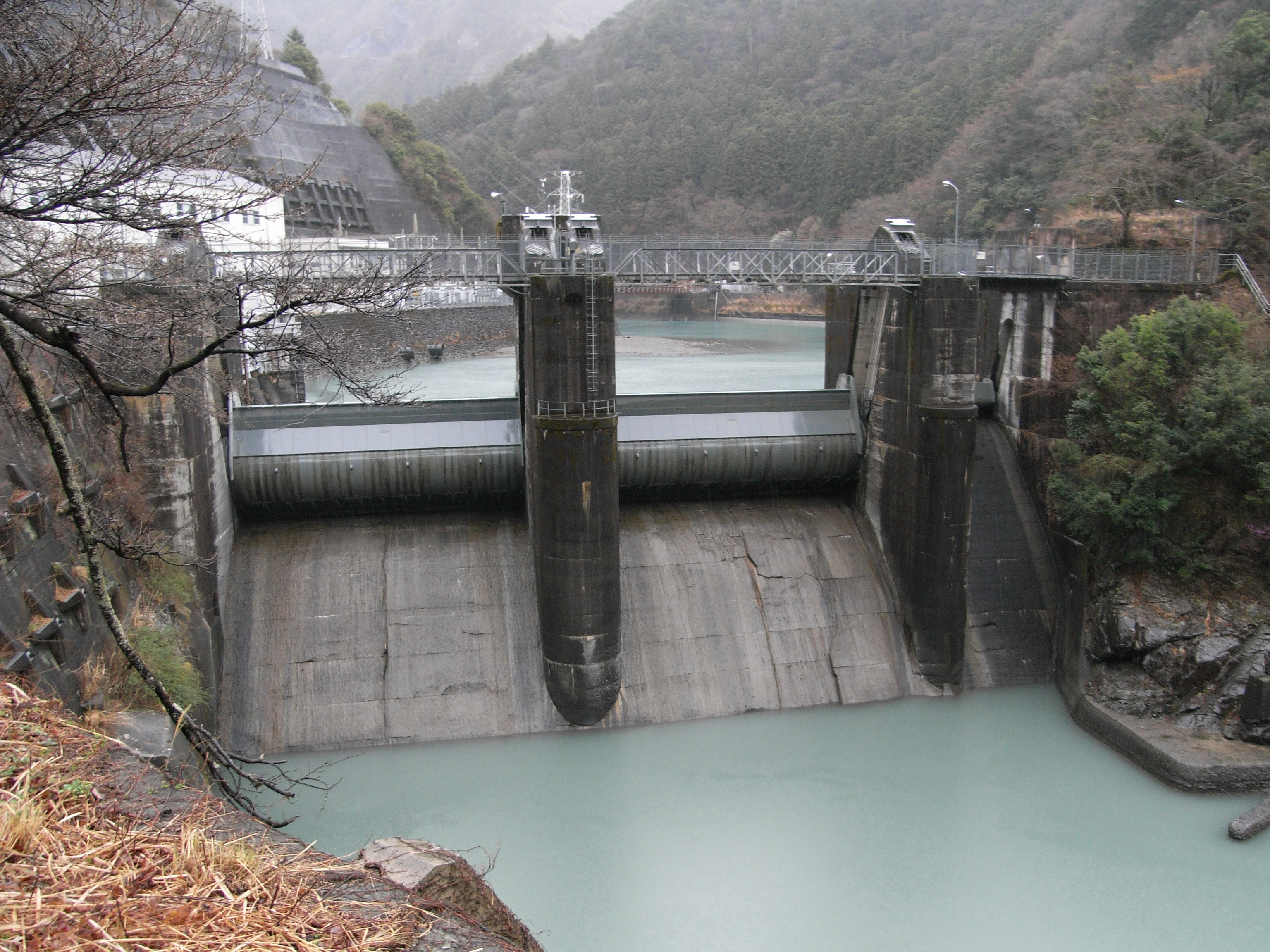
Ōigawa-Talsperre

(1) Trinkwasserspeicher, keine Elektrizitätsgewinnung 
 (2) Hochwasserschutzdamm

## Verkehr
Nur auf den letzten rund 15 Kilometern des Unterlaufs ist die Umgebung urban geprägt. In diesem Bereich wird der Ōi von mehreren wichtigen Verkehrswegen auf langen Viadukten überbrückt. Es sind dies die Präfekturstraßen 31, 34, 150 und 381, die Tōmei-Autobahn, die Präfekturstraße 34, die Tōkaidō-Shinkansen, die Tōkaidō-Hauptlinie, die Nationalstraße 1 und die Shin-Tōmei-Autobahn. Alle anderen Brücken sind lediglich von lokaler Bedeutung. Die Gemeinde Kawanehon im mittleren Teil des Flusslaufs ist über die Nationalstraßen 362 und 473 erreichbar. Sonstige Straßen am Oberlauf dienen als Zubringer zu den Talsperren.
Die Bahngesellschaft Ōigawa Tetsudō betreibt zwei Bahnlinien entlang des Flusses. Sie wurden ursprünglich errichtet, um den Bau der Talsperren zu erleichtern; heute dienen sie vor allem dem touristischen Ausflugsverkehr. Die Ōigawa-Hauptlinie verbindet Kanaya mit Senzu, die Ikawa-Linie führt von dort weiter nach Ikawa.

## Bilder

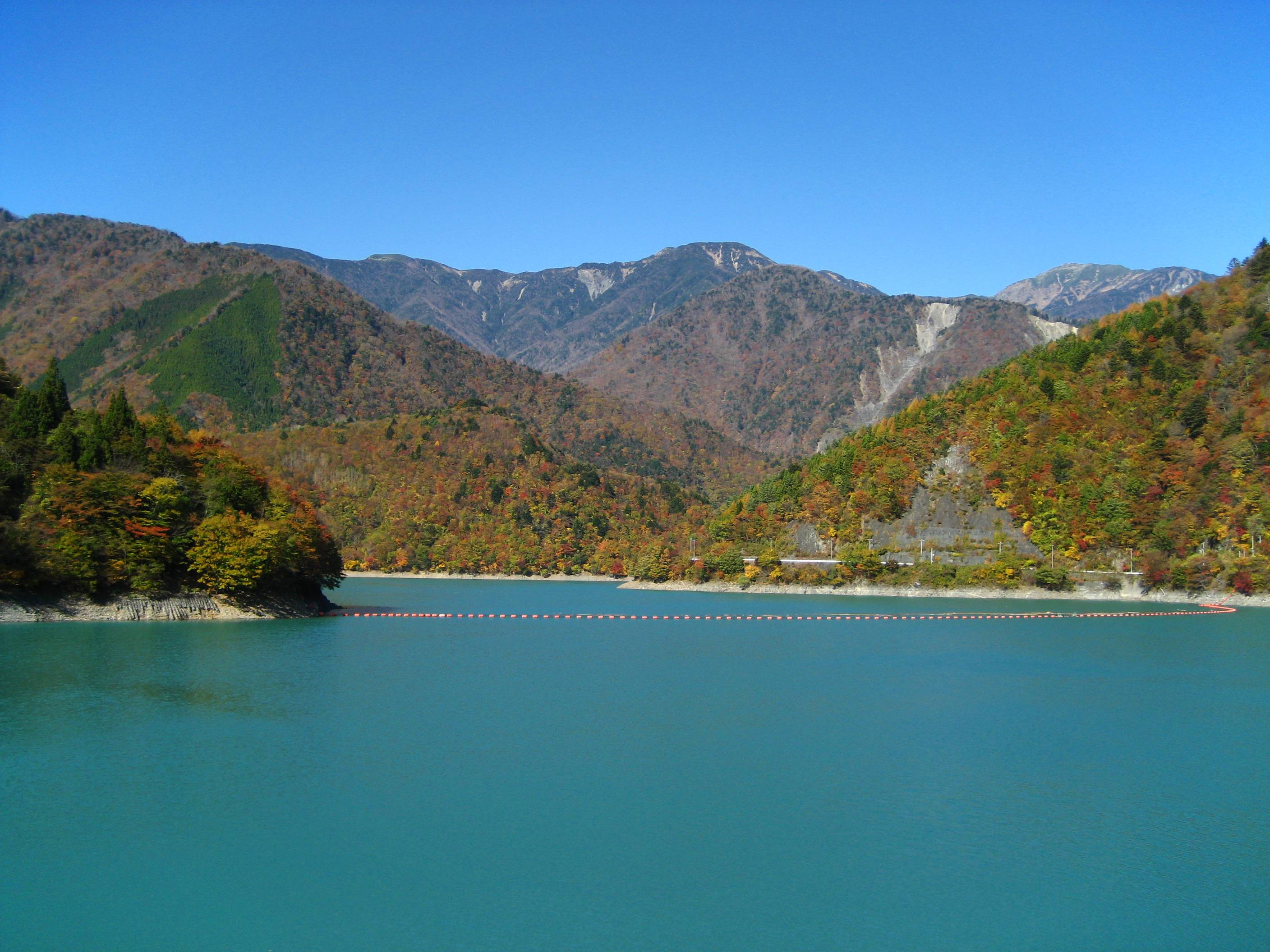
Hatanagi-Stausee
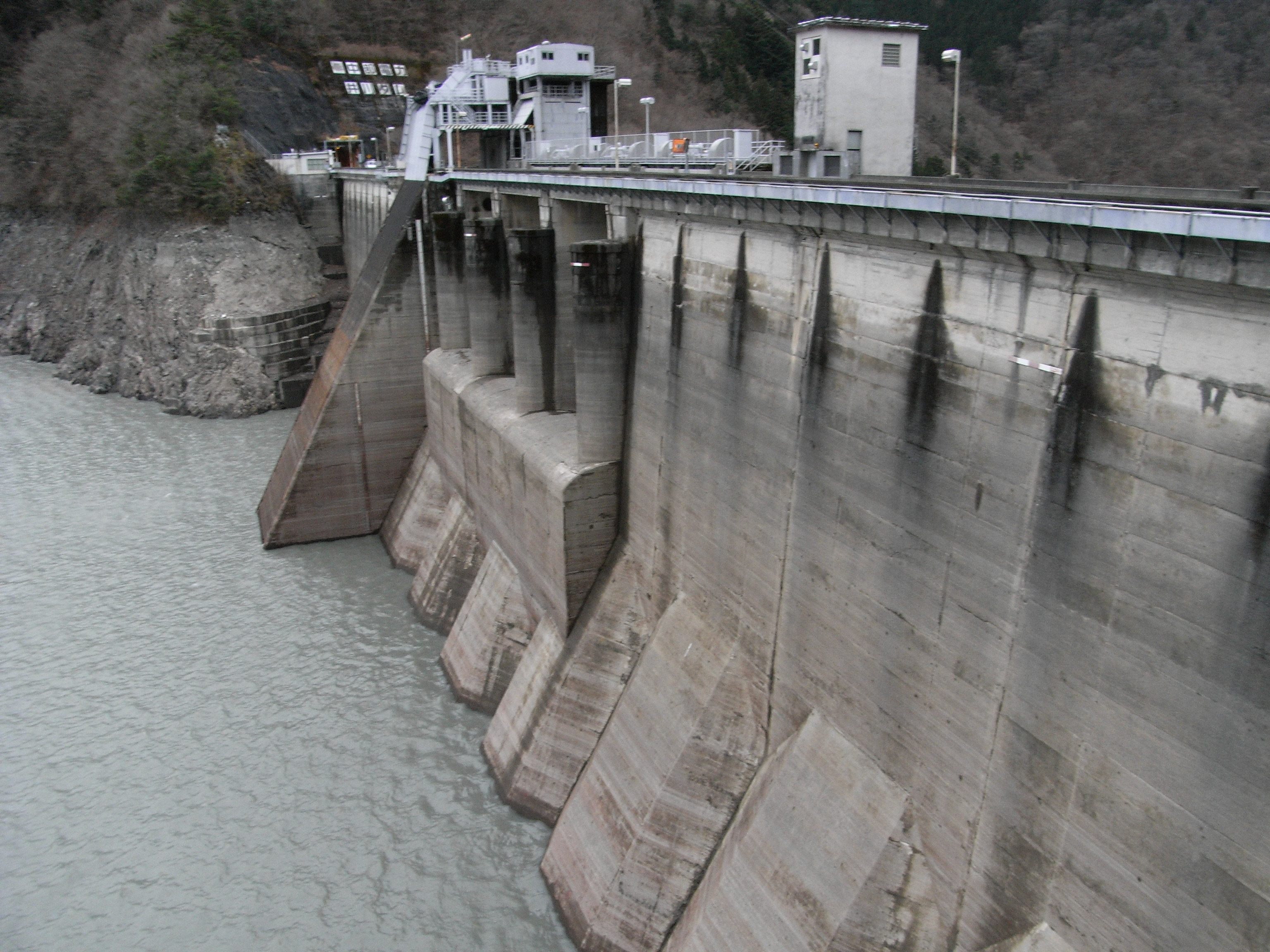
Ikawa-Talsperre
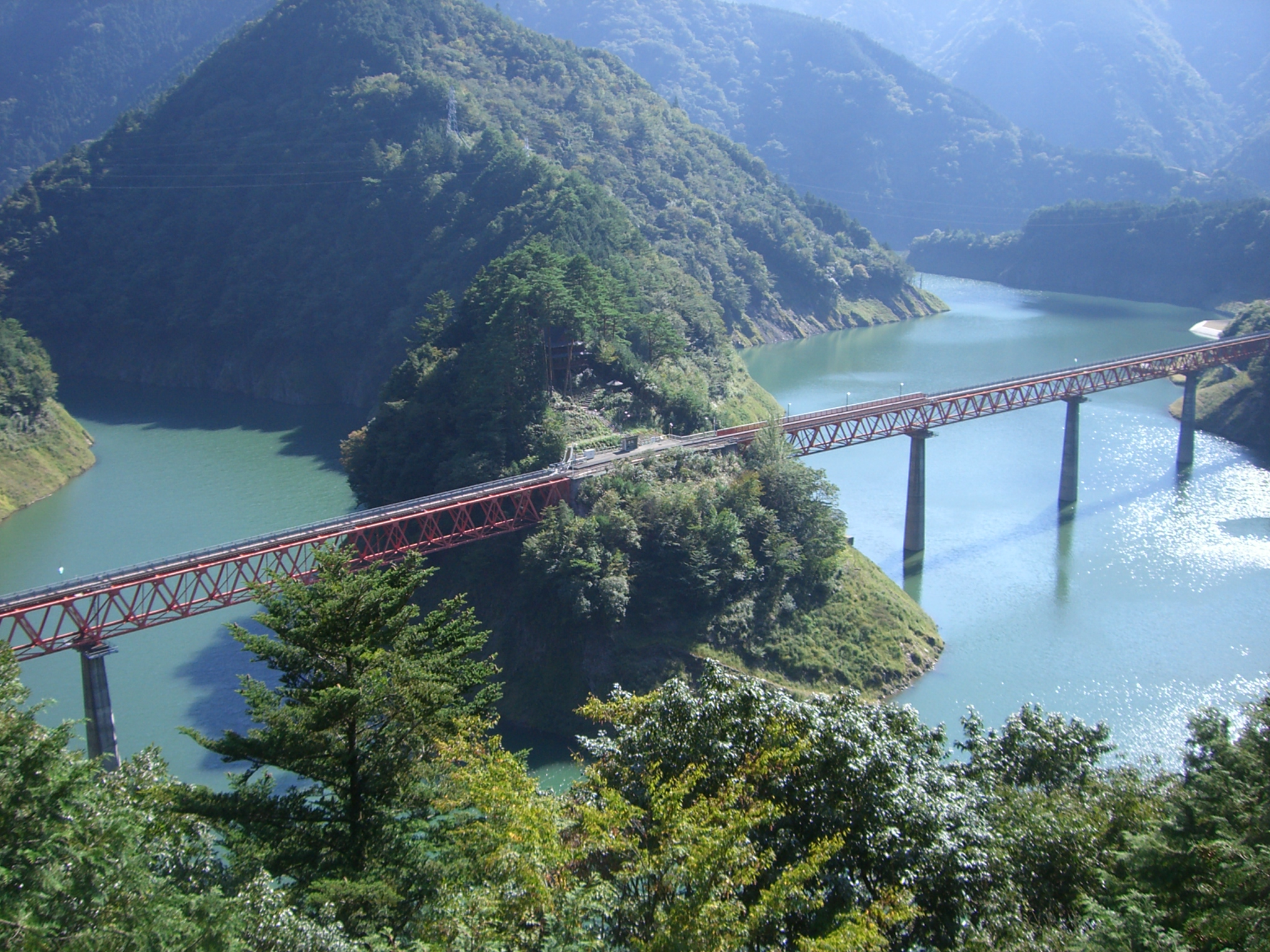
Nagashima-Stausee mit Eisenbahnbrücke
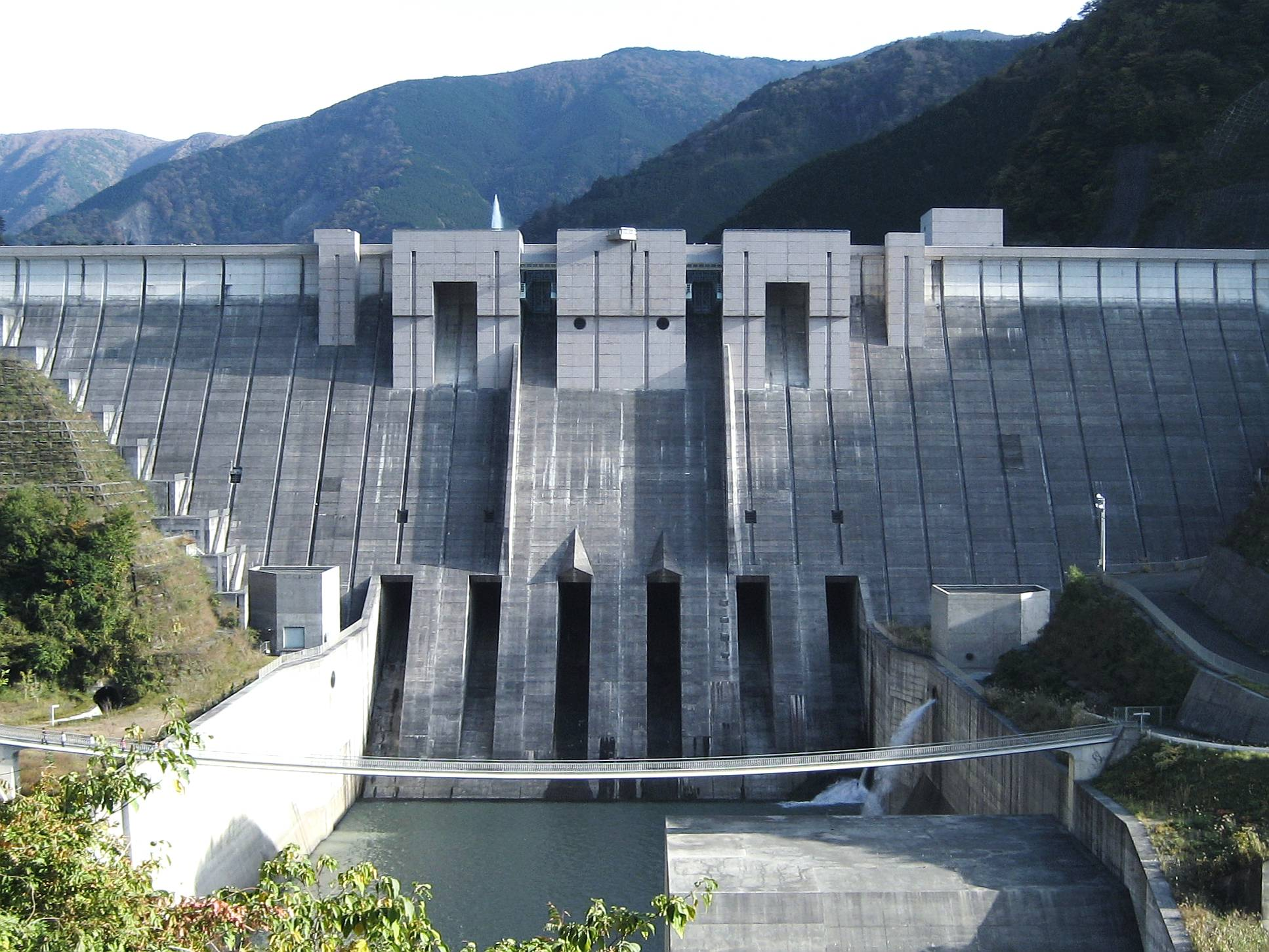
Nagashima-Talsperre
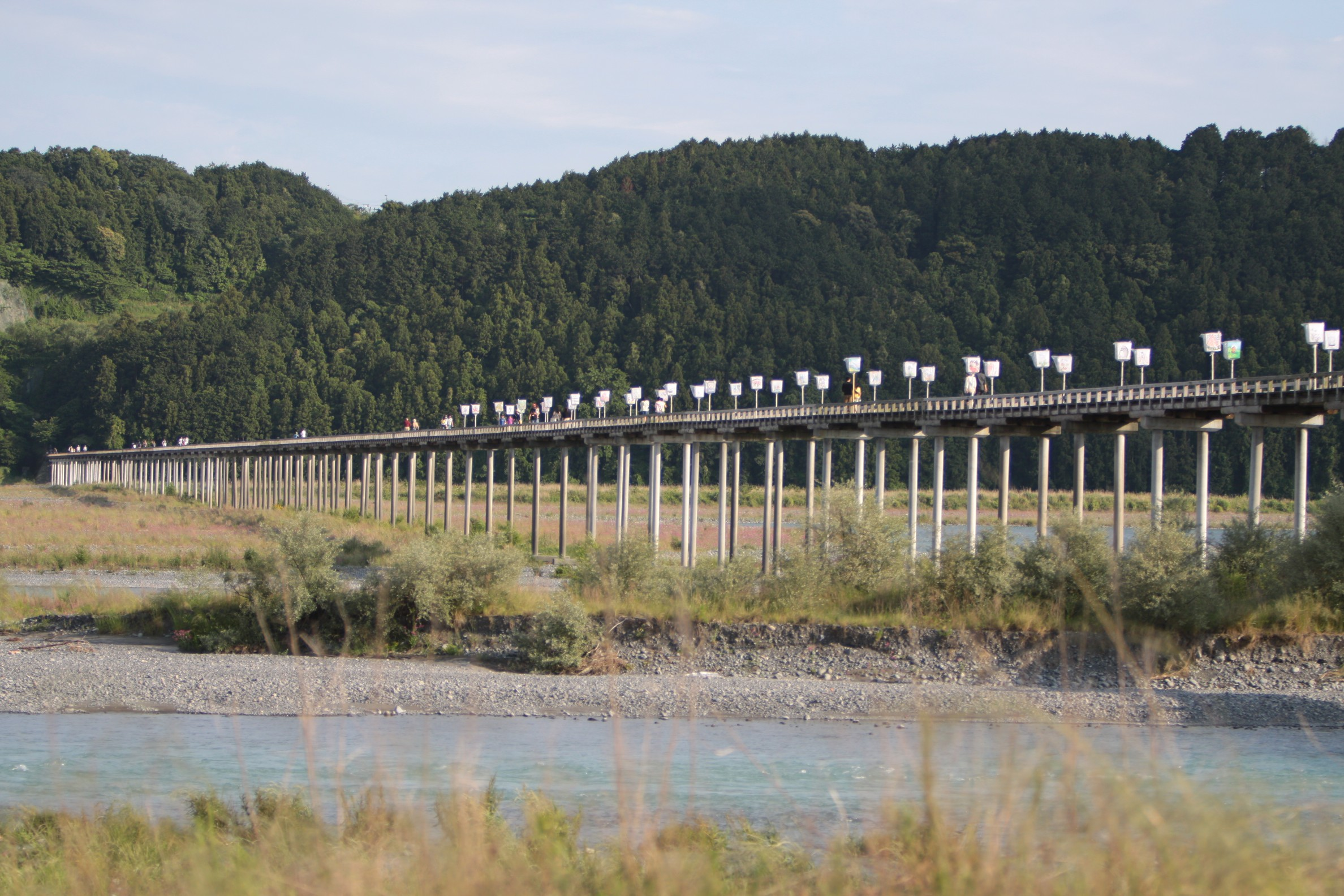
Hōrai-Brücke
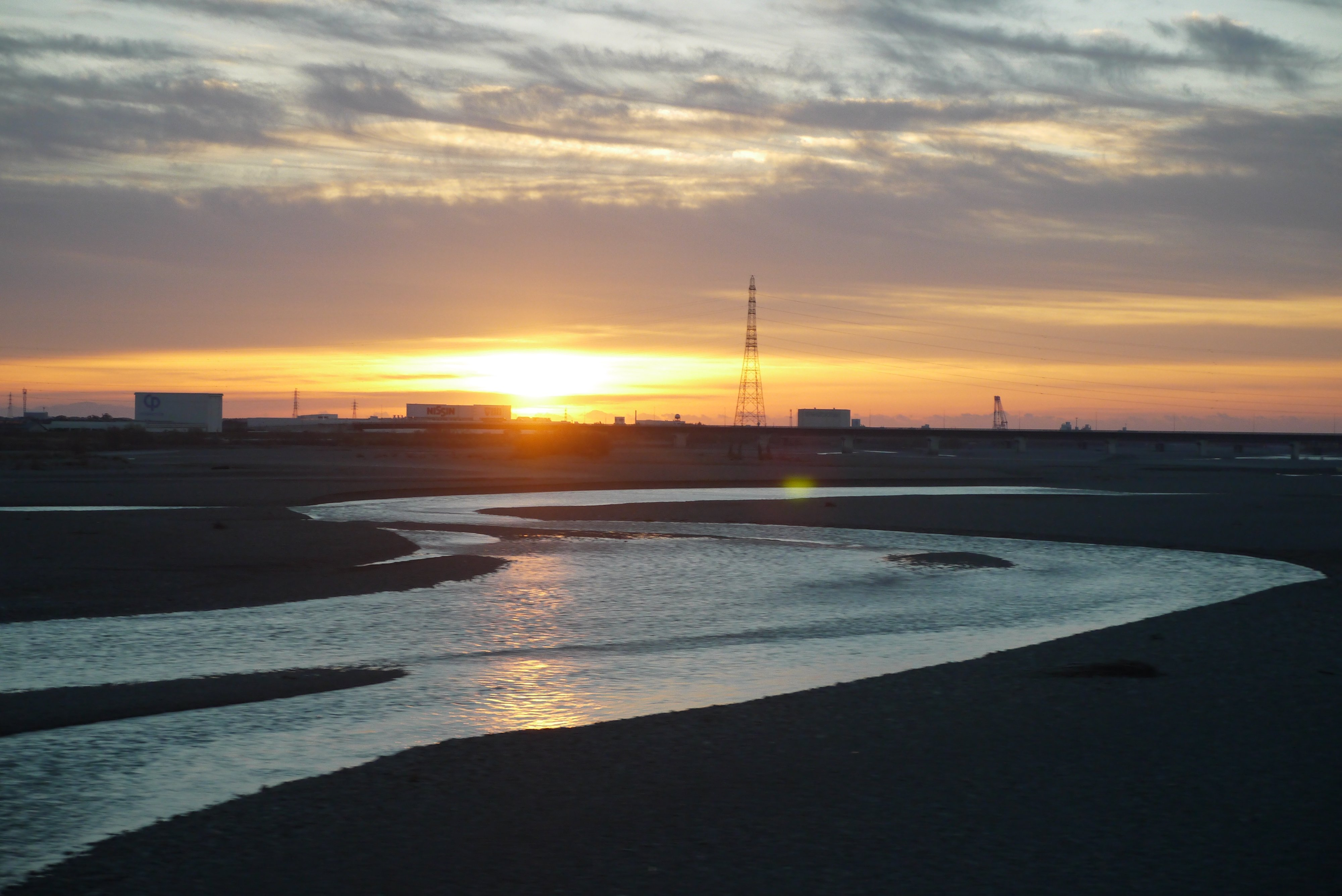
Sonnenuntergang bei der Mündung